# Canton de Targon
Le canton de Targon est une ancienne division administrative française du département de la Gironde en région Aquitaine. Située dans l'arrondissement de Langon, elle tient lieu, jusqu'au redécoupage cantonal de 2014, de circonscription d'élection des anciens conseillers généraux.

## Histoire
Le canton de Targon est créé en (?)
De 1833 à 1848, les cantons de Sauveterre et de Targon avaient le même conseiller général. Le nombre de conseillers généraux était limité à 30 par département.
Depuis le redécoupage de 2014 applicable lors des élections départementales de mars 2015, les communes du canton de Targon sont fusionnées avec celles des anciens cantons de Cadillac et Saint-Macaire et avec trois communes de l'ancien Canton de Sauveterre-de-Guyenne (Coirac, Gornac, Mourens) et six communes du canton de Créon modifié (Blésignac, Haux, Saint-Léon, La Sauve, Tabanac et Le Tourne) pour former le nouveau canton de l'Entre-deux-Mers,.

## Géographie
Cet ancien canton situé dans la région naturelle de l'Entre-deux-Mers était organisé autour de Targon. Son altitude variait de 12 m (Bellefond) à 118 m (Targon) pour une altitude moyenne de 57 m.

## Composition
L'ancien canton de Targon regroupait dix-neuf communes et comptait 7 067 habitants (population municipale) au 1er janvier 2012.
| Nom                 | Code Insee | Intercommunalité                                     | Superficie (km2) | Population (dernière pop. légale) | Densité (hab./km2) |
| ------------------- | ---------- | ---------------------------------------------------- | ---------------- | --------------------------------- | ------------------ |
| Targon (chef-lieu)  | 33523      | Communauté des communes rurales de l'Entre-Deux-Mers | 25,88            | 1 990 (2014)                      | 77                 |
| Arbis               | 33008      | CC rurales de l'Entre-Deux-Mers                      | 8,74             | 278 (2014)                        | 32                 |
| Baigneaux           | 33025      | Communauté des communes rurales de l'Entre-Deux-Mers | 7,93             | 392 (2014)                        | 49                 |
| Bellebat            | 33043      | Communauté des communes rurales de l'Entre-Deux-Mers | 4,87             | 234 (2014)                        | 48                 |
| Bellefond           | 33044      | Communauté des communes rurales de l'Entre-Deux-Mers | 3,19             | 231 (2014)                        | 72                 |
| Cantois             | 33092      | CC rurales de l'Entre-Deux-Mers                      | 8,00             | 232 (2014)                        | 29                 |
| Cessac              | 33121      | Communauté des communes rurales de l'Entre-Deux-Mers | 3,65             | 185 (2014)                        | 51                 |
| Courpiac            | 33135      | Communauté des communes rurales de l'Entre-Deux-Mers | 2,21             | 120 (2014)                        | 54                 |
| Escoussans          | 33156      | CC Convergence Garonne                               | 5,11             | 334 (2014)                        | 65                 |
| Faleyras            | 33163      | Communauté des communes rurales de l'Entre-Deux-Mers | 10,44            | 401 (2014)                        | 38                 |
| Frontenac           | 33175      | Communauté des communes rurales de l'Entre-Deux-Mers | 14,40            | 772 (2014)                        | 54                 |
| Ladaux              | 33215      | Communauté des communes rurales de l'Entre-Deux-Mers | 4,29             | 198 (2014)                        | 46                 |
| Lugasson            | 33258      | Communauté des communes rurales de l'Entre-Deux-Mers | 6,32             | 295 (2014)                        | 47                 |
| Martres             | 33275      | Communauté des communes rurales de l'Entre-Deux-Mers | 3,03             | 117 (2014)                        | 39                 |
| Montignac           | 33292      | Communauté des communes rurales de l'Entre-Deux-Mers | 6,48             | 162 (2014)                        | 25                 |
| Romagne             | 33358      | Communauté des communes rurales de l'Entre-Deux-Mers | 5,15             | 452 (2014)                        | 88                 |
| Saint-Genis-du-Bois | 33409      | Communauté des communes rurales de l'Entre-Deux-Mers | 2,34             | 91 (2014)                         | 39                 |
| Saint-Pierre-de-Bat | 33464      | Communauté des communes rurales de l'Entre-Deux-Mers | 8,95             | 318 (2014)                        | 36                 |
| Soulignac           | 33515      | Communauté des communes rurales de l'Entre-Deux-Mers | 11,49            | 436 (2014)                        | 38                 |

## Démographie
| 1962  | 1968  | 1975  | 1982  | 1990  | 1999  | 2006  | 2011  | 2012  |
| ----- | ----- | ----- | ----- | ----- | ----- | ----- | ----- | ----- |
| 5 403 | 5 340 | 5 041 | 5 392 | 5 669 | 5 851 | 6 595 | 6 970 | 7 067 |

## Représentation

### Conseillers généraux de 1833 à 2015
| Période | Période          | Identité                           | Étiquette    | Qualité                                                                                         |
| ------- | ---------------- | ---------------------------------- | ------------ | ----------------------------------------------------------------------------------------------- |
| 1833    | 1836             | Bernard Bouïre de Beauvallon       |              | Procureur du Roi à Bordeaux                                                                     |
| 1836    | 1845             | Pierre Béchade                     |              | Juge de paix de Sauveterre                                                                      |
| 1845    | 1852             | Jean-Baptiste France               |              | Maire de Baigneaux, conseiller d'arrondissement                                                 |
| 1852    | 1890 (décès)     | Alphonse du Boscq                  | Bonapartiste | Maire de Baigneaux (1848-1870, 1871-1875)                                                       |
| 1890    | 1910             | Paul Domec                         | Républicain  | Propriétaire à Arbis                                                                            |
| 1910    | 1912 (démission) | Louis Faget                        | AD           | Exploitant agricole, conseiller municipal de Targon                                             |
| 1913    | 1922             | Théophile Saric                    | Républicain  | Médecin, propriétaire à Targon, conseiller d'arrondissement                                     |
| 1922    | 1931 (décès)     | Louis Faget                        | AD           | Propriétaire, conseiller municipal de Targon Député (1928-1931)                                 |
| 1931    | 1934             | Roger Simon                        | RG           | Propriétaire à La Réole, conseiller d'arrondissement                                            |
| 1934    | 1940             | Pierre Deloubis                    | URD          | Propriétaire, viticulteur, adjoint au maire d'Escoussans Nommé conseiller départemental en 1943 |
|         |                  |                                    |              |                                                                                                 |
| 1945    | 1951             | Jean Lacampagne                    | SE           | Propriétaire à Targon Candidat sous l'étiquette "ancien prisonnier"                             |
| 1951    | 1964             | Pierre Deloubis                    | DVD          | Viticulteur Maire d'Escoussans (1945-1965)                                                      |
| 1964    | 1994             | Henri Deloubis (fils du précédent) | CNI          | Viticulteur maire d'Escoussans (1965-1995)                                                      |
| 1994    | 2015             | Alain Leveau                       | PS           | Agriculteur Maire de Bellebat (2008-)                                                           |

### Conseillers d'arrondissement (de 1833 à 1940)
Le canton de Targon appartenait à l'arrondissement de La Réole jusqu'à sa disparition en 1926.
| Période                                  | Période | Identité             | Étiquette           | Qualité |
| ---------------------------------------- | ------- | -------------------- | ------------------- | --- |
| 1833                                     | 1845    | Jean Baptiste France |                     | Notaire à Baigneaux, propriétaire à Rauzan                                                                  |
| 1845                                     | 1848    | M. Roustaing         |                     | Maire de Targon                                                                                             |
|                                          |         |                      |                     | |
| 1877                                     | 1883    | C. Musquin           | Bonapartiste        | |
| 1883                                     | 1907    | Jean-Julien Guilhon  | Républicain         | Maire de Cessac                                                                                             |
| 1907                                     | 1913    | Théophile Saric      | Républicain libéral | Médecin à Targon                                                                                            |
| 1913                                     | 1925    | M. Constant          | RG                  | |
| 1925                                     | 1931    | Roger Simon          | RG                  | Propriétaire à La Réole                                                                                     |
| 1931                                     | 1940    | M. Grousset          |                     | |
| 1940                                     |         |                      |                     | Les conseils d'arrondissement ont été suspendus par la loi du 12 octobre 1940 et n'ont jamais été réactivés |
| Les données manquantes sont à compléter. |         |                      |                     | |